# Roy Fielding

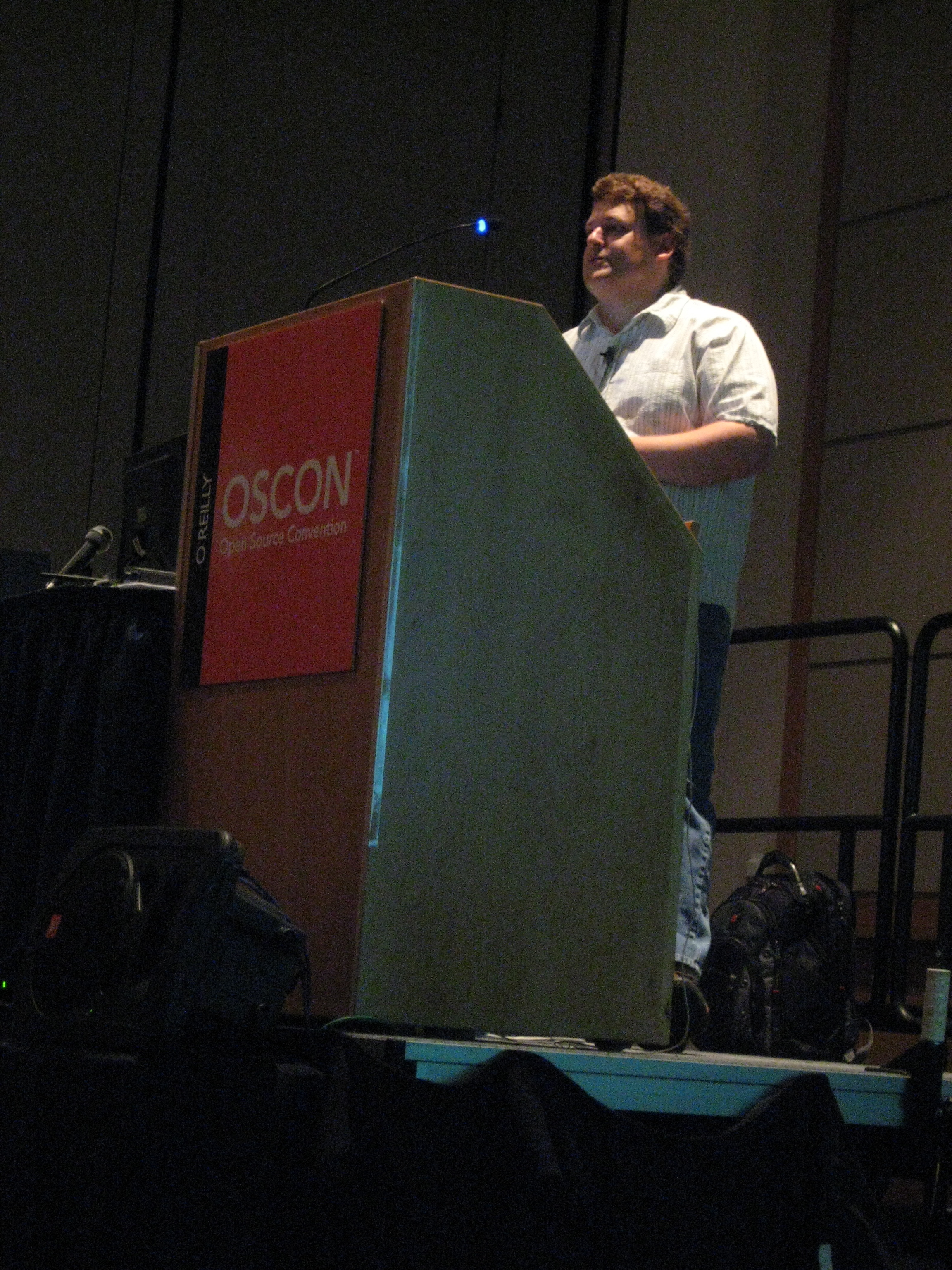
Roy Fielding.

Roy Thomas Fielding (nacido en Laguna Beach, California, Estados Unidos) es uno de los autores principales de la especificación HTTP y una autoridad citada frecuentemente en la materia de Arquitectura de Redes. 
Obtuvo el doctorado de la Universidad de California en 2000. La tesis doctoral de Fielding, Estilos Arquitecturales y el Diseño de Arquitecturas de Software basadas en Red, describe Transferencia de Estado Representacional (REST) como un enfoque para desarrollar servicios web y una alternativa a otras especificaciones de computación distribuida tales como CORBA o DCOM. Fielding también ha estado implicado en el desarrollo de HTML, fue uno de los fundadores del servidor web Apache y es miembro del consejo de asesores de OpenSolaris. En la actualidad trabaja como investigador jefe en Day Software, (Irvine, California).